# نشر (لغة)
النشر عند أهل العربية بفتحتين عندهم مرادف للنثر هو ضد النظم، ويقال له المنشور أيضا.

## تقسيم
الكلام منظوم أو منثور. والمنثور على ثلاثة أقسام: مرجز ومسجع وعار.
فالمرجز له وزن الشعر ولكن بدون قافية.
والمسجع له قافية ولكن بدون وزن.
وأما العاري فهو ما خلا من القافية والوزن. فالقافية بدون وزن لا تعد شعرا، كما أن الوزن بدون قافية ليس بشعر.